# Liste des épisodes de Beyblade: Metal Fusion

Logo de Beyblade: Metal Fusion.

Cette page présente la liste des épisodes de la série télévisée d'animation Beyblade: Metal Fusion. Il s'agit de la saison 1 de la saga Beyblade: Metal.
La sérié, réalisée par Kunihisa Sugishima, a été diffusée entre le 5 avril 2009 et le 28 mars 2010 au Japon, et du 30 août 2010 au 8 novembre 2010 en France sur Gulli.

## Liste des épisodes
| No | Titre français                           | Titre japonais                             | Titre japonais                                      | Date de 1re diffusion |
| No | Titre français                           | Kanji                                      | Rōmaji                                              | Date de 1re diffusion |
| --- | ---------------------------------------- | ------------------------------------------ | --------------------------------------------------- | --------------------- |
| 1 | L'arrivée de Pegasus                     | 舞い降りた天馬（ペガシス）！               | Maiorita Tenba(Pegashisu)!                          | 5 avril 2009          |
| Kenta, un beyblader prometteur, a vaincu un nouvel adversaire dans sa quête vers la 1re place tant convoitée. Mais son succès n'est pas passé inaperçu. Sa joie est de courte durée lorsque les chasseurs de têtes décident de le faire tomber, ainsi que tous ceux qui l'entourent. C'est là qu'est intervenu Gingka Hagane, un blader sans peur et sans reproche, il est déterminé et à plusieurs tours dans son sac en particulier sa toupie Pegasus, une toupie capable de repousser 1 ou une centaine de chasseurs de têtes. Mais un chasseur de tête ne s'avouera pas vaincu aisément: Kyoya, leur chef est un adversaire avec lequel il faudra compter. |                                          |                                            |                                                     |                       |
| 2 | Le rugissement de Leone                  | 獅子(レオーネ)の牙                         | Shishi(Reoone) no kiba!                             | 12 avril 2009         |
| Madoka, la nouvelle amie de Gingka est une technicienne experte en matière de Beyblade et travaille sur Pegasus. Pendant ce temps, les Chasseurs de Têtes volent la toupie de Kenta et refusent de la lui rendre si Gingka n’accepte pas de combattre Kyoya. Gingka accepte de relever le défi malgré les mises en garde de Madoka. Durant le combat, la toupie de Kyoya semble intouchable mais Pegasus finit par percer ses défenses et gagner. Kyoya est contacté par un homme mystérieux qui lui propose de renforcer Rock Leone afin de vaincre Gingka une bonne fois pour toutes. |                                          |                                            |                                                     |                       |
| 3 | L'ambition de Dark Wolf                  | 狼(ヴォルフ)の野望！                       | Ookami(Vorufu)no yabou!                             | 19 avril 2009         |
| Kyoya et les chasseurs de têtes affrontent de nouveaux adversaires très puissants : Doji et sa toupie Dark Wolf. Dark Wolf n'a aucun mal à ravager les toupies des chasseurs de têtes à leurs plus grands étonnements. L'admiration de Kenta pour Gingka ne cesse d'augmenter, mais lorsqu'il croit que Gingka va quitter la ville pour trouver des adversaires dignes, Kenta l'invite à l'affronter au Beyblade, le match est passionné, Kenta s'en sort très bien mais ne fait pas le poids face à Gingka. Kenta perd le duel mais gagne le respect de Gingka. Doji gagne face à Kyoya. Kyoya a une dette envers Doji et il doit la payer. |                                          |                                            |                                                     |                       |
| 4 | La charge du Taureau féroce              | 突進！牡牛(ブル)パワー！                   | Tosshin! Oushi(Buru) pawaa!                         | 26 avril 2009         |
| Kenta et ses amis sont devenus de meilleurs bladers, grâce à leur nouvelle amitié avec Gingka Hagane. Mais les ennuis ne sont jamais bien loin, lorsque Benkei et les chasseurs de têtes sont dans les parages. Gingka est défié par Benkei, dans un combat contre sa nouvelle toupie : Dark Bull. Gingka accepte de relever le défi et rencontre Benkei dans un entrepôt désert. Benkei jure qu’il aura le dessus dans ce duel, mais Gingka ne s’avoue pas facilement vaincu. Pegasus et Dark Bull sont lancés. Les adversaires combattent jusqu’au bout. Gingka triomphe, mais il sait que ce n’est que le début. |                                          |                                            |                                                     |                       |
| 5 | La vengeance du Cancer                   | 復讐のキャンサー                           | Fukushuu no Kyansaa                                 | 3 mai 2009            |
| Benkei s’entraine sans relâche pour améliorer ses techniques de Beyblade. Rien ne peut l’arrêter. Il s’exerce dans les bois, à l'extérieur de la ville. Gingka est aussi face à de nouveaux défis, lorsqu’il affronte un adversaire étrange : Tetsuya Watarigani, un guerrier obsédé par les crustacés, et sa toupie Mad Gasher. Gingka et Watarigani s’affrontent dans une arène étrange, en forme de crabe. Ce duel va pousser les 2 adversaires à la limite de leurs puissances. Gingka va devoir faire appel à ses moindres compétences. Il finit par triompher de la perfidie de son adversaire sans scrupules. |                                          |                                            |                                                     |                       |
| 6 | Le défi d'Aquario                        | アクアリオの挑戦                           | Akuario no chousen                                  | 10 mai 2009           |
| Gingka mène la danse au Beypark, jusqu’à ce qu’un rhume le mette à terre littéralement. Pendant ce temps, Hikaru Hasama rencontre Benkei qui décide d’organiser un duel pour elle. Kenta est déterminer à découvrir quel est le coup spécial de Sagittario. Lorsque Benkei défie Gingka à combattre Hikaru, Kenta prend la place de Gingka, qui est malade, et combat Hikaru, sans qu’elle ne sache qui il est en réalité. Le duel est féroce, mais Kenta n’est pas de taille face à la bladeuse très expérimentée, et sa toupie : Aquario. Kenta reçoit une dure leçon : on ne peut pas frapper ce qu’on ne voit pas. |                                          |                                            |                                                     |                       |
| 7 | Voilà notre coup spécial! Sagittario     | 必殺転技だ! サジタリオ                     | Hissatsu Tengi da! Sajitario                        | 17 mai 2009           |
| Kenta demande à son vieil ennemi, Benkei, de l’aider. Madoka et Gingka regardent secrètement Benkei en train d’entrainer Kenta de manière rigoureuse. Benkei n’est pas tendre avec Kenta, mais les deux bladers développent une admiration mutuelle. Kenta a l’intention de défier Hikaru à un nouveau combat, mais Watarigani, un adversaire à ne pas prendre avec des pincettes, réapparaît de manière inopinée. Le combat a tout de même lieu. Kenta, qui a amélioré ses compétences, a gagné en force et a créé son propre coup spécial. Il arrive à mener un combat serré. Entre-temps, Benkei affronte Watarigani : c’est le taureau contre le crabe. Le mammifère finit par l’emporter. |                                          |                                            |                                                     |                       |
| 8 | Le dangereux piège de Merci              | メルシーの危険な罠                         | Merushii no kiken na wana                           | 24 mai 2009           |
| Benkei a accepté avec réticence d’entraîner les amis de Kenta à l’art du Beyblade. Gingka les regarde, mais il n’a aucune idée qu’il est lui-même surveillé. Croyant qu’il participe à un jeu télévisé, Gingka affronte un ordinateur machiavélique. Mais sa toupie, Pégasus, remporte toutes les épreuves. Dans l’intervalle, grâce à Doji, Kyoya est lâché au-dessus du terrifiant et désertique Wolf Canyon, où il devra affronter les éléments et les animaux sauvages. Il est seul face à la pierre et aux crocs. Il ne peut que hurler contre le vent et tenter d’apprivoiser la tempête. |                                          |                                            |                                                     |                       |
| 9 | Leone contre-attaque                     | 獅子王(レオーネ)の逆襲                     | Shishiou(Reoone) no gyakushuu                       | 31 mai 2009           |
| Benkei ne sait pas comment réagir face au retour de son vieil ami : Kyoya. Il pense qu’il a perdu son respect, en devenant ami avec Gingka et son groupe. Kenta l’encourage et lui dit qu’il devrait aller voir Kyoya. Benkei suit son conseil, mais lorsqu’il rencontre Kyoya, il se rend compte que son ami de longue date s’est transformé en ennemi. Un duel, de toupies, féroce s’ensuit. Kyoya affronte à la fois Benkei et Kenta. Kyoya a acquis énormément de compétences et de force. Benkei et Kenta le réalisent lorsque, le Rock Leone de Kyoya, utilise son coup spécial pour créer une tempête. Benkei et Kenta doivent lutter pour survivre au retour de Kyoya. |                                          |                                            |                                                     |                       |
| 10 | Duel passionné! Gingka versus Kyoya      | 激闘！銀河VSキョウヤ                       | Gekitou! Ginga VS Kyouya                            | 7 juin 2009           |
| Kenta porte Benkei jusqu’au B-Pit, il est très mal en point, il demande à Gingka de montrer à Kyoya ce que le beyblade veut vraiment dire, Gingka le lui promet au moment où Benkei commence à ronfler. Ensuite, Gingka rencontre Kyoya et le duel commence. La nouvelle du combat se répand rapidement. L’attaque destructrice de Kyoya et de Leone est impossible à manquer : c’est un véritable ouragan qui illumine le ciel nocturne. Dans une lutte à mort, les 2 toupies tournoient. Au milieu de la nuit d’orage, les attaques de Kyoya sont féroces et Gingka doit faire appel à toute la force de Pegasus pour gagner la partie. Il puise de la force et de la concentration dans les encouragements de ses amis. Cela lui permet de résister à la force de Kyoya et de remporter la victoire. |                                          |                                            |                                                     |                       |
| 11 | L'attaque du loup                        | 狼（ヴォルフ）を追え！                     | Ookami(Vorufu) o Oe!                                | 14 juin 2009          |
| Doji arrive pour boire à la santé de la victoire de Gingka. Gingka n’a pas le temps d’apprécier ses félicitations car Doji lance Dark Wolf et humilie Kyoya lors d’un duel. Benkei rejoint Gingka, Kenta et Madoka pour les aider à trouver le quartier général de Doji et pour détruire sa toupie interdite : L-Drago. Mais Doji les attend et leur envoie un escadron d’avion de chasse pour essayer de détruire les toupies de la bande une fois pour toutes. Obligé de combattre des ennemis bien supérieurs en nombre, nos amis sont vraiment en difficulté. Heureusement, un allié inespéré les rejoint : Kyoya, dont la toupie Rock Leone arrive à renverser la situation. Tous se lancent, à nouveau, à la poursuite de Doji. |                                          |                                            |                                                     |                       |
| 12 | Les défis de Doji                        | 潜入！ダークネビュラの城                   | Sennyuu! Daaku Nebyura no shiro                     | 21 juin 2009          |
| Nos amis se sont introduits dans le complexe de la Nébuleuse noire et courent affronter Doji. Mais ils découvrent que lui et Merci sont prêts à les recevoir. Ils rencontrent une série de défis et de pièges dangereux, allant de toupies géantes qui les pourchassent le long des sombre des sombres couloirs à des bandes de bladers qui tentent de les chasser. Gingka et ses amis le surpassent tous, y compris Doji et son Dark Wolf. Mais ils ne sont pas à l’abri du danger, pour détruire L-Drago, Gingka devra vaincre son plus fort adversaire jusque-là : Ryuga. |                                          |                                            |                                                     |                       |
| 13 | Le réveil de L-Drago!                    | 竜皇(エルドラゴ)、覚醒！                   | Ryuuou(Eru Dorago), kakusei!                        | 28 juin 2009          |
| À l'intérieur du château de la Nébuleuse noire, Gingka est face à son plus grand rival : le mystérieux Ryuga qui possède la toupie interdite Lightning L-Drago. Ryuga est extrêmement puissant, et Gingka doit utiliser toute sa force pour résister à ses attaques. Ses amis espèrent qu’il va gagner. Doji est ravi de voir que Ryuga attaque sans pitié. Gingka perd, ses amis n’en croient pas leurs yeux. |                                          |                                            |                                                     |                       |
| 14 | Les mémoires de Ryo                      | 流星の記憶                                 | Ryuusei no kioku                                    | 5 juillet 2009        |
| Gingka est toujours déçu de sa défaite. Il raconte à Kenta son enfance dans le village de Koma. C’est là que Gingka a été initié au Beyblade, par son père Ryo. Tout a changé pour eux quand Doji est arrivé à la montagne Hagane avec Ryuga pour s’emparer de la toupie interdite : L-Drago. Après avoir récupéré L-Drago, Ryuga est défié par Ryo. Un terrible duel s’engage et Ryuga gagne. Gingka regarde impuissant la montagne s’écraser sur son père, qui lui confie Pegasus. |                                          |                                            |                                                     |                       |
| 15 | Le mystérieux Hyoma                      | 謎の氷魔                                   | Nazo no Hyouma                                      | 12 juillet 2009       |
| Kenta trouve une lettre de Gingka, où il dit qu’il les quitte pour un temps, mais qu’il ne peut pas leur dire pourquoi. Kenta comprend que Gingka ne se remet pas de sa défaite face à Ryuga. Ses amis sont inquiets pour lui et se rendent à son village natal Koma, où ils pensent qu’il est allé se réfugier. Le village est situé dans les montagnes et les sentiers rocailleux qui y mènent dissimulent des dangers. Mais ils rencontrent un nouvel ami, Hyoma, qui leur offre son aide. Hyoma les emmène au village, mais Kyoya doute de lui. |                                          |                                            |                                                     |                       |
| 16 | Aries, le magnifique                     | 華麗なるアリエス                           | Karei naru Ariesu                                   | 19 juillet 2009       |
| Hyoma guide la bande d’amis vers Koma, mais Kyoya ne lui fait pas confiance. Il marque leur passage et découvre qu’ils tournent en rond depuis des heures. Il accuse Hyoma de mentir et veut voir sa toupie. Il la dévoile : Rock Aries. Il bat Benkei, puis Kenta. Mais ils ont réussi à l’impressionner par leurs esprits de bladers. Il décide de leur montrer l’entrée secrète du village de Koma. Pendant ce temps, Gingka retrouve son vieil ami Hokuto. |                                          |                                            |                                                     |                       |
| 17 | Le Pegasus d'argent                      | 白銀の天馬（ペガシス）                     | Hakugin no Tenba(Pegashisu)                         | 26 juillet 2009       |
| Les amis de Gingka arrivent au village de Koma, ils font la rencontre d'Hokuto, un chien très intelligent qui sait parler, Hokuto leur apprend que Gingka est parti au sommet d’une montagne proche, à la recherche de réponses. Gingka tombe face à une tempête de neige. Grâce à Pegasus, il surmonte les obstacles et arrive à un temple, où il découvre un manuscrit écrit par un blader légendaire : son père, au cas où Gingka subirait une défaite. Il lui dit de ne pas avoir peur et de se relever, car il a appris de sa défaite. Gingka retrouve la force de lancer Pegasus. |                                          |                                            |                                                     |                       |
| 18 | Les enfers verts                         | 緑の地獄                                   | Midori no jigoku                                    | 2 août 2009           |
| Gingka retrouve ses amis et Hyoma organise une fête en leur honneur. Gingka doit prendre des forces car Hyoma lui propose un duel dans un stadium spécial : les enfers verts, fait en Moldavite. Hyoma a l’avantage, grâce à la surface très lisse. Mais Gingka refuse d’abandonner et utilise l’explosion stellaire pour fêler le stadium, et utiliser les fissures pour envoyer valser Aries hors du stadium. Pour la première fois, Gingka bat Hyoma. |                                          |                                            |                                                     |                       |
| 19 | Combinaison gagnante                     | タッグバトルを攻略せよ！                   | Taggu Batoru wo kouryaku seyo!                      | 9 août 2009           |
| Madoka répare les toupies de nos amis, mais elle détecte quelque chose sur Dark Bull et elle échange certaines pièces avec Flame Sagittario. Ces nouvelles combinaisons donnent de nouveaux pouvoirs aux toupies. Kenta et Benkei décident d’utiliser ces nouveaux pouvoirs pour un tournoi Beyblade d’épreuves aquatiques. Soutenus par Gingka et Madoka, ils gagnent toutes les épreuves mais en fin de compte, ils se rendent compte qu’ils ont gagné grâce à leurs compétences et à leurs esprits de bladers, et non grâce au changement de pièces. |                                          |                                            |                                                     |                       |
| 20 | Le combat de survie                      | 開幕！サバイバルバトル                     | Kaimaku! Sabaibaru Batoru                           | 16 août 2009          |
| Doji et Ryuga vont en hélicoptère jusqu’à un désert, car Doji veut montrer à Ryuga un blader qui va aider la Nébuleuse noire. Mais Ryuga n’est pas convaincu, malgré l’attaque dévastatrice lancé par le blader. Pendant ce temps, nos amis et de nombreux autres bladers partent en avion participer à un tournoi sur une île : le combat de survie. Gingka et Madoka sont impatients. Kenta et Hikaru s’en sortent bien. Benkei et quelques amis ont de gros problèmes à cause de Tetsuya. Hyoma va affronter Gingka, pendant que le mystérieux blader de la Nébuleuse noire se cache. |                                          |                                            |                                                     |                       |
| 21 | Les guerriers sur l’Île déserte          | 孤島の戦士たち                             | Kotou no senshi-tachi                               | 23 août 2009          |
| Le combat de survie se poursuit et le nombre de participants, venus de tout le Japon, se resserre. Gingka s’en sort bien, pendant que Hyoma affronte Kyoya. Un combat à 4 a lieu entre Benkei, Kenta, Hikaru et le blader de la Nébuleuse noire : Yu. Son Flame Libra est aussi fort que les autres toupies réunis. Bien qu’ils fassent de leur mieux, ils ne peuvent rien face à son coup spécial et perdent la partie. |                                          |                                            |                                                     |                       |
| 22 | Libra, l'effroyable toupie               | 戦慄のリブラ                               | Senritsu no Ribura                                  | 30 août 2009          |
| À la suite de ce terrible combat, le coup spécial de Yu a créé un cratère. Il affronte ensuite Kyoya, qui fait de son mieux, mais Leone s’apprête à être détruite. Madoka réussit à le convaincre d’abandonner à temps. Il ne reste que 2 bladers en lice : Yu et Gingka. Le duel est époustouflant et Gingka tente d’en finir avec l’explosion stellaire, mais Yu résiste et expulse Pegasus hors du cratère. Gingka félicite Yu, qui remporte le combat de survie. |                                          |                                            |                                                     |                       |
| 23 | A L'attaque pour l'ultime bataille       | バトルブレーダーズへの道                   | Batoru Bureedaazu he no michi                       | 6 septembre 2009      |
| Maintenant que Yu a gagné le combat de survie, l’AMBB (association mondiale de Beyblade) s’engage à lui exaucer n’importe quel vœu. C’est alors que Doji arrive te révèle que Yu fait partie de la Nébuleuse Noire et choisit le vœu à sa place : un tournoi qui sacrera le meilleur blader du Japon. Il veut prouver que personne ne peut battre Ryuga. Ryuga arrive et Gingka le défie en duel. Ryuga refuse le combat. Plus tard, Gingka et ses amis se retrouvent dans un stadium en ruines, pour tester leurs capacités avant de partir récolter des poings pour participer au grand tournoi : L’Ultime Bataille. Gingka remporte ce duel. A Koma, Hyoma raconte cela à Hokuto, qui espère que Gingka gagnera. |                                          |                                            |                                                     |                       |
| 24 | L'aigle magnifique                       | 美しき鷲（アクイラ）                       | Utsukushiki Washi(Akuira)                           | 13 septembre 2009     |
| Gingka est défié par un groupe de bladeurs mais est surpris lorsqu'un étranger rejoint le combat, il bat tous ses adversaires en un coup, c'est impressionnant. Le nouveau concurrent s'appelle Tsubasa, il explique à Gingka que sa toupie s'appelle Earth Eagle de la constellation de l'aigle. Gingka et Tsubasa rejoignent le prochain tournoi ensemble et lorsqu'ils arrivent, les nouveaux amis deviennent rivaux. Ils se combattent dans un duel spectaculaire. Eagle rend coup pour coup à Pegasus, aucun des deux n'accepte d'abandonner face à l'autre. Cette lutte fugueuse se termine lorsque Gingka finit par remporter le combat, Gingka a remporté cette manche mais sait qu'il recroisera le mystérieux Tsubasa. |                                          |                                            |                                                     |                       |
| 25 | Le tireur d'élite, Capricorne            | 狙撃手(スナイパー)カプリコーネ             | Sogekishu(Sunaipaa) Kapurikoone                     | 20 septembre 2009     |
| Kyoya parcourt le pays à la recherche d'adversaires, malheureusement ceux qu'il rencontre ne sont pas à la hauteur de ses espérances. La situation change lorsque son chemin croise celui de Tobio, le blader surnommé Captain Capri, et de sa toupie Capricorne, Tobio est un bladeur calculateur qui aime mener des duels à distance, depuis une tour, Tobio lance sa toupie, Kyoya la voit arriver et n'a pas l'air impressionné. Les adversaires sont de nouveau l'un face à l'autre au cours d'un tournoi. Tobio se bat de manière agressive alors que Kyoya est plutôt passif, la présomption de Tobio le mènera à sa perte. Kyoya a étudié ses coups et lui tend un piège. Kyoya est le vainqueur. |                                          |                                            |                                                     |                       |
| 26 | Tsubasa s'envole vers les ténèbres       | 闇に舞う翼                                 | Yami ni mau Tsubasa                                 | 27 septembre 2009     |
| Des bladeurs s'affrontent dans un tournoi de qualification, Kumazuke Kumade mène le jeu jusqu'à ce que Tsubasa reprenne le dessus et remporte la victoire. Un peu plus tard, Doji est surpris de voir arriver Tsubasa au siège de la Nébuleuse noire pour vendre ses talents, Doji insiste pour qu'il passe un test, il combat alors contre les trois frères Kumade et les bat tous en même temps. Il doit ensuite battre Yu qui a plus de talent à lui seul que les trois frères Kumade réunis. Yu et Tsubasa combattent si férocement qu'ils font éclater le verre du toit de la Nébuleuse noire, Yu s'est beaucoup amusé mais ils finissent par un match nul. Quant à Doji, il est plus qu'impressionné. |                                          |                                            |                                                     |                       |
| 27 | Mission espionnage                       | 乱入！チャレンジマッチ                     | Rannyuu! Charenji Machi                             | 4 octobre 2009        |
| Lors de l'inscription à un tournoi, Kenta retrouve son ami Hyoma. Kenta et Hyoma s’apprêtent à remporter le tournoi mais Yu arrive et défie Hyoma, Hyoma est surpris par les talents de Yu et de sa toupie Flame Libra mais à la fin lui et sa toupie Aries sont battus. Dans le même temps, Tsubasa arrive et défie Kenta, Kenta et Sagittario déploient toute leur énergie pour tenir tête à leur adversaire mais Tsubasa est plus fort qu'eux. Les combattants de la Nébuleuse noire sont gagnants. |                                          |                                            |                                                     |                       |
| 28 | Le commando des grands méchants crabes!  | ダークキャンサーのカニカニ大作戦           | Daaku Kyansaa no kani kani daisakusen               | 11 octobre 2009       |
| Tetsuya Watarigani, récolte des points en utilisant des ruses diaboliques (telle que l'opération O qui veut dire Oh laisse-toi attendrir par mes larmes de crocodile) mais trouve qu'il ne récolte pas assez de points. Il va donc voir Doji et la Nébuleuse noire qui reconfigurent sa toupie en "Dark Gasher". Il l’inaugure lors d’un tournoi, où il bat benkei. Beaucoup trop sûr de lui, il affronte Gingka en finale. Tetsuya se bat bien, mais Gingka a compris comment il se bat, et l’expulse violemment du stadium. Gingka remporte le tournoi. |                                          |                                            |                                                     |                       |
| 29 | Kenta et Sora                            | ケンタと宇宙                               | Kenta to Sora                                       | 18 octobre 2009       |
| Kenta remporte des duels lors d'un tournoi excitant, il va affronter un bladeur mystérieux que personne n'attendait, l'adversaire de Kenta prétend avoir été l'élève de Gingka et, au grand étonnement du public, il utilise le coup spécial de Gingka : l'explosion stellaire. Mais il rate son coup et Kenta gagne le duel sous les yeux ébahis de son adversaire. Ce bladeur s'appelle Sora, il prend la route avec Kenta et s’entraîne avec, et participe à un autre duel. Il essaie de se rappeler ce que Gingka lui a appris mais se rend compte que copier Gingka n'est pas la meilleure chose à faire. Sora perd et doit recommencer son entrainement. |                                          |                                            |                                                     |                       |
| 30 | Les poissons magiques                    | 妖しきパイシーズ                           | Ayashiki Paishiizu                                  | 25 octobre 2009       |
| Gingka arrive en tournoi de qualification, tous les participants sont gonflés à bloc pour se battre. Dans le même temps, Doji donne l'ordre à Tsubasa et à Yu de participer au tournoi afin d'y repérer les meilleurs bladeurs pour les engager dans la Nébuleuse noire. C'est Gingka qui ouvre le tournoi acclamé par ses amis et affronte Ryutaro, un nouveau bladeur prétendant être magicien, Gingka doit absolument garder la tête froide car Ryutaro semble avoir le pouvoir étrange de transformer la réalité pour déstabiliser ses adversaires. Au début, Gingka n'arrive pas à se battre mais avec sa toupie Storm Pegasus, il contourne tous les pièges de Ryutaro. À la fin du duel, Ryutaro et sa toupie Thermal Pisces sont battus à plate couture. |                                          |                                            |                                                     |                       |
| 31 | Les jumeaux Gemios                       | 双子のジェミオス                           | Futago no Jiemiosu                                  | 1 novembre 2009       |
| Une nouvelle journée de Beyblade démarre, Doji annonce quatre combats dans quatre stadiums différents. Kenta lutte pour repousser le duo des frères Dan et Reiki, Benkei le surveille, oubliant de se concentrer et est vaincu par Tsubasa. |                                          |                                            |                                                     |                       |
| 32 | Une Bataille royale tourmenée            | 嵐のバトルロイヤル                         | Arashi no Batoru Roiyaru                            | 8 novembre 2009       |
| Pendant le tournoi de qualification, les six derniers bladeurs (Kyoya,Kenta,Gingka,Yu,Tsubasa,Hyoma) ont la surprise de savoir qu'ils combattront les uns contre les autres dans une bataille royale. Les bladeurs lancent leurs toupies et le combat commence, Yu et Libra s'allient avec Tsubasa et Eagle pour tenter d'éliminer Gingka et Pegasus, Kyoya s'interpose et repousse Eagle et Libra. Tsubasa propose à Yu d’éliminer les toupies les plus faibles, Yu accepte. Yu décide d'attaquer Kenta, celui-ci ce dit pourquoi Yu est de la nébuleuse noire, il est si gentil, il manque de se faire valser du stadium. Un mystérieux étranger regarde Gingka utiliser la nouvelle attaque de Pegasus pour faire tomber Libra et Eagle, Gingka a réussi à les sortir mais est lui aussi éliminé. Alors que le public est sous le choc, Kyoya en profite et lance le rugissement tempétueux du lion sur Kenta, c'est la fin : Kyoya est le grand vainqueur. |                                          |                                            |                                                     |                       |
| 33 | Le serment du Phénix                     | 不死鳥(フェニックス)の誓い                 | Fushichou(Fenikkusu) no chikai                      | 15 novembre 2009      |
| Kyoya remporte le tournoi et se qualifie à l'Ultime Bataille. Entre-temps, Madoka donne à Gingka un tout nouveau lanceur qui lui permet d'augmenter sa vitesse de lancement mais Tetsuya arrive déguisé, vole le compteur de Gingka et s'enfuit. Gingka et Madoka arrivent à le coincer dans un entrepôt mais réussit à s'échapper. Un inconnu utilise sa toupie pour prendre le compteur mais au lieu de le rendre, l'inconnu défie Gingka en quête de ses points. Gingka accepte et un combat acharné commence, la toupie Burn Fireblaze appartenant à l'inconnu bat Pegasus dans une bataille spectaculaire. Gingka a non seulement perdu son nouveau lanceur mais aussi tous ses 48 000 points. |                                          |                                            |                                                     |                       |
| 34 | Brille, Virgo!                           | 輝け乙女(ビルゴ)！                         | Kagayake Otome(Birugo)!                             | 22 novembre 2009      |
| Gingka doit gagner au plus vite des points car Phénix lui a enlevé tous ses points Beyblade, un soir, il rencontre un bladeur nommé Teru Saotome, ce dernier était un danseur exceptionnel jusqu'au jour où un projecteur lui tomba dessus et l'empêcha de continuer, mais quand il vit Gingka combattre avec Pegasus, cela lui donna envie de faire de même, alors son amie lui confia Earth Virgo (une ballerine). Le lendemain, notre héros affronte Teru, Gingka doit faire preuve d'ingéniosité pour trouver un moyen de faire valser Virgo qui est une toupie très endurante. Gingka trouve une solution : attaquer Virgo par-dessous. Gingka sort vainqueur et met au point son nouveau coup spécial : Tempête engloutissante. |                                          |                                            |                                                     |                       |
| 35 | L-Drago passe à l'offensive              | エルドラゴ始動                             | Eru Dorago shidou                                   | 29 novembre 2009      |
| Un tournoi de qualification est interrompu par l'arrivée surprise de Ryuga et sa toupie Lightning L-Drago, Ryuga et la toupie interdite se débarrassent facilement de leurs adversaires. Dans un autre tournoi, Gingka entend parler du retour de Ryuga et jure de gagner plus de points pour retrouver Ryuga et le vaincre. Capitaine Capri et Ryutaro combattent ensemble contre Ryuga mais celui-ci les bat facilement. Pendant ce temps, Tsubasa pirate l'ordinateur de la Nébuleuse noire et télécharge des informations sur Ryuga. Yu propose à Tetsuya de combattre avec lui, il essaie de s'enfuir par le toit mais il est surpris par Doji et Yu et encerclé par les bladeurs de la Nébuleuse noire ainsi que Tetsuya. Tsubasa combat de toutes ses forces pour les battre mais au moment où il veut s'enfuir, il est surpris par l'arrivée de Ryuga, Tsubasa doit se préparer à combattre à nouveau.                                                 |                                          |                                            |                                                     |                       |
| 36 | Les ailes brisées                        | 引き裂かれた翼                             | Hikisakareta Tsubasa                                | 6 décembre 2009       |
| Le toit du quartier général de la Nébuleuse noire s'est changé en champ de bataille, Ryuga et L-Drago s'apprêtent à écraser Tsubasa et Eagle lorsque Phénix intervient avec Fireblaze pour sauver Eagle de la défaite. Phénix attrape Tsubasa sans voix et saute du toit s'envolant vers la liberté. Pendant ce temps, Gingka rencontre un nouvel adversaire durant un tournoi, sous les traits de Tobio qui est un membre de la Nébuleuse noire, lui et sa toupie Capricorne se battent mais même un stadium avec des murs en mouvement n'est pas de taille face au talent de Gingka. Finalement, Gingka remporte la victoire et Tobio devra répondre de sa défaite. |                                          |                                            |                                                     |                       |
| 37 | Le poison mortel de Rock Scorpio         | 猛毒エスコルピオ                           | Moudoku Esukorupio                                  | 13 décembre 2009      |
| Kenta arrive dans une ville qui a l'air déserte, mais il fait très vite face à un combat Beyblade qu'il remporte. Il apprend que les enfants veulent gagner des points pour récupérer le stadium de leur ville dont un invité du nom de Busujima s'est emparé. Sora, un vieil ami de Kenta arrive lui aussi dans cette ville pour se mesurer à Busujima. Busujima essaie de distraire Sora en l'injuriant et en se moquant de lui, Gingka apparaît et aide Sora à ignorer les moqueries de son adversaire et à se concentrer sur le combat. Gingka s'implique dans le combat, et lui et Sora réussissent à le battre. La ville récupère son stadium et ses habitants peuvent enfin jouer au Beyblade, Sora fête sa victoire avec son idole Gingka. |                                          |                                            |                                                     |                       |
| 38 | Cours, Gingka!                           | 走れ！銀河                                 | Hashire! Ginga                                      | 20 décembre 2009      |
| Tous les amis de Gingka peuvent participer à l'Ultime bataille, sauf lui qui n'a que 47 000 points. Madoka cherche sur Internet un endroit pour récupérer 3 000 points, elle en trouve un mais Tsubasa leur barre la route et les amis de Gingka affrontent Tsubasa mais perdent tous tandis que Gingka court vers un train. Finalement, Gingka retourne vers ses amis quand Phénix arrive et propose un duel contre Gingka. |                                          |                                            |                                                     |                       |
| 39 | Le clash: Fireblaze contre Pegasus       | 激突！不死鳥(フェニックス)VS天馬(ペガシス) | Gekitotsu! Fushichou(Fenikkusu) VS Tenba(Pegashisu) | 27 décembre 2009      |
| Gingka se retrouve auprès de ses amis pour affronter Tsubasa. Phénix arrive et défie Tsubasa en duel en gagnant haut la main, Phénix défie ensuite Gingka qui accepte de l'affronter, ils se rencontrent dans un stadium en ruine hors de la ville. Gingka mène un duel épique devant ses amis et Tsubasa. Les choses se présentent mal pour Gingka mais il refuse d'abandonner et reprend l'avantage contre Phénix. Il finit par remporter le duel et récupère tous ses 48 000 points perdus. À la fin du combat, Tsubasa révèle à Gingka que c'est un agent secret qui travaille pour l'AMBB. |                                          |                                            |                                                     |                       |
| 40 | Que l'ultime bataille commence!          | GO!バトルブレーダーズ！                    | GO! Batoru Bureidaazu!                              | 10 janvier 2010       |
| Dans la première manche de l'Ultime Bataille, il y a : Gingka VS Yu, Benkei VS Tobio, Kumasane VS Kyoya, Teru VS Ryutaro, Hikaru VS Ryuga, Kenta VS Tetsuya, Tsubasa VS Dan et Reiki, Reiji VS Hyoma. Le premier duel est Tobio VS Benkei et c'est Benkei qui l'emporte. Ensuite le deuxième, Kenta contre Tetsuya, Kenta gagne, Yu le félicite mais Kenta le considère comme son pire ennemi donc ne lui répond pas. Yu essaye de battre Gingka, il prend le dessus mais Gingka réplique et à la fin c'est Gingka qui gagne. Yu s'effondre par terre, il a perdu. Mais Gingka va le voir, le relève et lui dit que ça a été un plaisir de combattre avec lui et qu'il devient de plus en plus fort, Yu se dit que Gingka et cool bien plus que Ryuga, Doji le regarde déçu. |                                          |                                            |                                                     |                       |
| 41 | La terreur du serpent                    | サーペントの恐怖                           | Saapento no kyoufu                                  | 17 janvier 2010       |
| Reiji, un bladeur inconnu qui fait partie de la Nébuleuse noire et sa toupie Poison Serpent affrontent Hyoma et Aries dans un combat, ils lancent leurs toupies et le duel commence. Hyoma combat à fond mais il se rend compte que Serpent est dangereux, Hyoma encaisse l'attaque du venin sous les regards de ses amis. Hyoma et Aries s'accrochent mais ne font pas le poids face à Reiji et sa toupie, Hyoma subit une défaite écrasante. Le prochain duel entre Hikaru et Ryuga est encore plus dévastateur. Hikaru et Storm Aquario ne font pas le poids face Ryuga et L-Drago, Hikaru subit une défaite destructive. Ses amis accourent vers elle mais arrivent trop tard. |                                          |                                            |                                                     |                       |
| 42 | La punition du dragon                    | ドラゴンの制裁                             | Doragon no seisai                                   | 17 janvier 2010       |
| Les quarts de finale sont : Benkei VS Kenta, Gingka VS Reiji, Kyoya VS Ryuga et Ryutaro VS Tsubasa. Pendant ce temps, au quartier de la Nébuleuse noire, Ryuga vole l'énergie des bladers vaincus au 1er tour : Dan, Reiki, les frères Kumade, Tobio et Tetsuya. Il ne reste plus que Yu qui doit affronter Reiji mais le combat touche à sa fin par une énorme explosion et Yu qui a été blessé sait que sa toupie est plus qu’endommagé donc il s'enfuit en profitant d'une explosion. |                                          |                                            |                                                     |                       |
| 43 | Haute tension                            | 仕組まれた対戦                             | Shikumareta kaado                                   | 24 janvier 2010       |
| Changement d'ordre d'adversaire à l'Ultime Bataille : Kyoya VS Benkei, Ryutaro VS Gingka, Reiji VS Kenta, Ryuga VS Tsubasa. Kyoya et Benkei s'affrontent, c'est Kyoya qui gagne. Ensuite, Ryutaro et Pisces font de leur mieux mais Gingka gagne. Après les deux combats, Yu, qui a réussi à s'échapper de la Nébuleuse noire, les rejoint faiblement et Gingka va toute suite aider son ami. |                                          |                                            |                                                     |                       |
| 44 | Bataille en duo                          | 託された想い                               | Takusareta omoi                                     | 31 janvier 2010       |
| Yu leur raconte ce qui s'est passé, Kenta promet à Yu de se venger de Rejii et Yu lui donne Libra. Kenta et Sagittario sont les prochains à affronter Reiji dans l'Ultime Bataille, alors que Doji dans le public du stadium regarde le combat confiant, Kenta et Reiji combattent avec férocité. Le serpent de Reiji est puissant, Kenta et Sagittario tentent désespérément d'échapper à la force de son étreinte. Mais au moment où tout semble perdu, Kenta reçoit de l'inspiration de son ancien ennemi Yu, Kenta se ressaisit et commande à Sagittario d'attaquer Serpent une dernière fois. Finalement, Kenta s'incline mais il a su gagner le cœur du public. |                                          |                                            |                                                     |                       |
| 45 | Les contre-attaques d'Eagle              | 逆襲のアクイラ                             | Gyakushuu no Akuira                                 | 7 février 2010        |
| Ryuga et Tsubasa s'affrontent au cours des quarts de finale de l'Ultime Bataille. Tsubasa s'est entraîné durement pour ce duel et a élaboré une stratégie laborieuse pour battre Ryuga. Eagle arrive à mettre L-Drago en difficulté, Eagle attaque la toupie de Ryuga et utilise son coup spécial. Ryuga arrive finalement à le repousser et contre-attaque avec son coup spécial obscur, ce coup a un énorme effet sur Eagle qui est violemment vaincu. Gingka arrive pour aider son ami et veut le faire payer pour cette cruauté. Yu s'enfuit quand il voit la cruauté de Ryuga, Kenta le suit et le voit pleurer. |                                          |                                            |                                                     |                       |
| 46 | La disparition de Yu                     | 消えたリブラ                               | Kieta Ribera                                        | 14 février 2010       |
| Doji et les bladeurs de la Nébuleuse noire encerclent Yu durant le tournoi de l'Ultime Bataille et le capturent. Gingka ignore ce qui se passe car il est bien trop occupé par son duel contre Reiji. Tandis que Pegasus et Serpent se livrent une terrible bataille, Hyoma et Kenta décident de sauver Yu des griffes de la Nébuleuse Noire eux-mêmes. Hyoma combat tout une troupe de bladeurs et Kenta doit affronter Doji. Le Dark Wolf de Doji prend vite le dessus même si Kenta utilise son Sagittario endommagé, les choses commencent à mal tourner. Tout semble perdu mais lorsque Phénix intervient, il renverse la situation. À présent, Doji a un plus terrible adversaire. |                                          |                                            |                                                     |                       |
| 47 | Liens d'acier                            | 鋼の絆                                     | Hagane no kizuna                                    | 28 février 2010       |
| Tandis que la bataille fait rage au quartier général de la Nébuleuse noire, Gingka prend définitivement l'avantage sur Reiji. Libéré de l'emprise de Serpent, Gingka et Pegasus ripostent et mettent Serpent à terre. Reiji lance alors son mouvement spécial obscur mais aucun effet sur Pegasus. Gingka continue à attaquer et bat Reiji. La bataille s'achève sur la victoire de Gingka, Reiji a perdu et le poison qu'il a absorbé le change en pierre. Pendant ce temps à la Nébuleuse noire, Phénix et son Burn Fireblaze écrasent Doji et son Dark Wolf. L'explosion atomise le toit de la base fait en verre. Phénix met Kenta et Hyoma en sécurité, cependant Phénix perd son masque et lorsque Gingka arrive, il semble le reconnaître. |                                          |                                            |                                                     |                       |
| 48 | La vérité sur la lumière et les ténèbres | 光と闇の真実                               | Hikari to yami no shinjitsu                         | 7 mars 2010           |
| Yu est sauvé, Nos amis découvrent que Phénix est Ryo, le père de Gingka que l'on croyait mort. Ryo raconte à l'équipe l'origine des toupies : une météorite diabolique a donné naissance à la ténébreuse L-Drago. Ryo compte à présent sur Gingka et ses amis pour vaincre Ryuga et son pouvoir des ténèbres, ils promettent tous sauf Kyoya qui veut vaincre seul Ryuga et Gingka par la suite. Pendant ce temps, Doji battu par Phénix, voit son énergie absorbée par L-Drago. |                                          |                                            |                                                     |                       |
| 49 | Un combat féroce! Le Lion face au Dragon | 激戦!獅子対竜                              | Gekisen! Shishi tai Ryuu                            | 14 mars 2010          |
| Kyoya doit affronter Ryuga dans une demi-finale acharnée qui déterminera qui rencontrera Gingka en finale, Kyoya provoque Ryuga en lui disant qu'il n'est pas capable de faire face à ses adversaires tout seul et qu'il n'y arrive qu'en volant le pouvoir et la force d'autres bladeurs. Ryuga accepte alors de combattre Kyoya dans un duel de toupies où tous les coups sont permis, pendant un temps, Kyoya a l'avantage. Mais alors que cela le met durement à l'épreuve, Kyoya refuse d'abandonner. Finalement, Kyoya se retrouve face à une bête hideuse et L-Drago prend le dessus dans une violente explosion. Kyoya est vaincu et personne ne sait s'il s'en remettra. |                                          |                                            |                                                     |                       |
| 50 | Le dernier duel                          | 怒りの最終決戦（ファイナル・バトル）！     | Ikari no Fainaru Batoru                             | 21 mars 2010          |
| Le groupe d'amis est encore tourmenté par la victoire dévastatrice de Ryuga face à Kyoya; leur ami est faible et inconscient. Ryuga dit à Gingka que c'est sa faute si ses amis souffrent quand ils l'affrontent parce que Ryuga les utilisent pour gagner assez de puissance pour vaincre Gingka. Gingka se rend compte qu'il va devoir se battre rudement face à Ryuga s'il veut préserver ses amis. Le duel a lieu dans une arène spécialement construite par Ryuga. Au début, Gingka ne donne pas l'impression de faire le poids face Ryuga, ses amis viennent le supporter et, remonté par ce soutien, Gingka attaque Ryuga. Il y a un revirement de situation et c'est maintenant Ryuga qui est sur le point de perdre. Cependant, Ryuga commence à muter et Gingka se retrouve face à un monstre hideux. |                                          |                                            |                                                     |                       |
| 51 | L'esprit du blader                       | ブレーダーの心                             | Bureedaa no tamashii                                | 28 mars 2010          |
| Gingka est impliqué dans une bataille, non contre Ryuga mais contre une version mutante de ce dernier, une créature hideuse. Gingka refuse de reculer et avec Pegasus, il lutte de toutes ses forces contre ce Ryuga des ténèbres et sa toupie L-Drago. Les pouvoirs de L-Drago semble trop forts pour Pegasus jusqu'à ce que Gingka réalise qu'il ne gagnera pas en utilisant la force. Il doit utiliser l'esprit de tous les bladeurs pour libérer Ryuga de l'emprise de la toupie des ténèbres et gagner. Puis les esprits de Kyoya, Tsubasa et Hikaru surgissent pour aider Gingka. Enfin dans une violente explosion, Gingka gagne ce duel contre Ryuga et l'Ultime Bataille. |                                          |                                            |                                                     |                       |